# Arvika fögderi
Arvika fögderi avsåg den lokala skattemyndighetens verksamhetsområde i nuvarande Arvika och Eda kommuner mellan åren 1967 och 1991. Efter detta år omorganiserades skatteväsendet och fögderierna ersattes av en skattemyndighet för varje län - i detta fall den för Värmlands län. År 2004 gick verksamheten upp i det nybildade Skatteverket.
Arvika fögderi föregicks av flera mindre fögderier, vilka sedermera även delvis hamnade under Säffle och Sunne fögderier.
- Jösse fögderi (1946-1966)
  - Västersysslets fögderi (1918-1945)
    - Jösse fögderi (1886-1917)
      - Västersysslets fögderi (1682-1885)
- Södersysslets fögderi (1796-1966)
  - Västersysslets fögderi (1682-1795)
- Nordmarks fögderi (1946-1966)
  - Västersysslets fögderi (1918-1946)
    - Nordmarks fögderi (1868-1917)
      - Södersysslets fögderi (1796-1867)
        - Västersysslets fögderi (1682-1795)